# Murupeaca mocoia
Murupeaca mocoia là một loài bọ cánh cứng trong họ Cerambycidae.